# El doble más quince
El doble más quince es una película española escrita y dirigida por Mikel Rueda y estrenada en 2020. Está protagonizada por Maribel Verdú y Germán Alcarazu, contando con la participación de Mario Plágaro. El director utiliza, al igual que en A escondidas, el recurso de contrastes para hablar de temas que a él le tocan de cerca como el paso del tiempo, la precariedad de las clases bajas y el sentimiento de soledad.
La película cuenta la historia de Ana (Maribel Verdú) y Eric (Germán Alcarazu), dos personas aparentemente con vidas opuestas que un día inician una conversación por chat. Ana es una mujer adulta con la vida resuelta que tiene una crisis existencial. Eric es un adolescente con toda la vida por delante al que se le presentan muchas incógnitas. Ambos inician una relación en la que están presentes las preguntas que se hacen cada uno a su edad. Las aspiraciones, los deseos, las metas, el no saber qué hacer o hacia dónde dirigir sus vidas. Todo inquietudes de dos personas que están perdidas y que se encuentran en el camino.
En 2016, Mikel Rueda ya rodó Caminan  junto al mismo reparto, Marivel Verdú y Germán Alcarazu. Esta trama, rodada también en Bilbao, habla sobre la soledad de dos personajes con una gran diferencia de edad. Cuando el director acabó este cortometraje, empezó a escribir el guion de El doble más quince con mismos personajes y actores. Cuatro años después la presentó en el Festival de Málaga y en el Festival  Internacional de San Sebastián, para más tarde estrenarla el 28 de febrero al público general en las salas de cine.

## Argumento
Ana es una mujer de mediana edad que parece que lo ha conseguido todo en la vida. Es madre de dos hijos, tiene un buen marido, el trabajo de sus sueños y sin embargo, todo le produce un tedio inaguantable. Su vida ha acabado en la costumbre de una vida en la que ya se han cumplido sus metas. Ana empieza a tener una crisis en la que añora las aventuras y la diversión de la juventud.
Es ahí donde aparece Eric, un adolescente menor de edad preocupado por su futuro: la incertidumbre, la precariedad y la soledad inundan sus pensamientos. La necesidad de evadirse de sus respectivas vidas y vivir una experiencia lejos del desencanto vital les unen. Los dos protagonistas se conocen en una aplicación de ligue y ambos mienten sobre su edad. Cuando se conocen cara a cara, empieza el remordimiento y la adrenalina a partes iguales. Ana descubre que puede encontrar la comprensión y la chispa que le falta hablando durante horas con Eric. Los protagonistas se sumergen en una profunda conversación sobre sus diferentes caminos en la vida, teniendo la ciudad vasca de Bilbao como escenario principal. En esta historia de redescubrimiento, se centra en los dos protagonistas sin hacer mucho caso al resto de personajes, a los cuales rara vez enfoca.  Vivirán una aventura llena de confidencias con una conexión que hace tiempo que no tienen con nadie, pasando juntos un día entero recorriendo las calles de Bilbao y aprendiendo el uno del otro
A lo largo de la jornada los protagonistas se sinceran sobre sus secretos mejor guardados, sus deseos reprimidos incluso las frustraciones de sus vidas. Al mismo tiempo empiezan a vivir juntos situaciones surrealistas rodeados del ocio de la ciudad. Así comienza una relación de confianza en la que los dos pierden el miedo a sus propios prejuicios internos. El clímax de la película se produce en la escena del hotel. Allí Ana y Eric culminan la historia manteniendo relaciones íntimas.

## Reparto
- Germán Alcarazu como Eric.
- Mario Plágaro como el paciente joven.
- Maribel Verdú como Ana.

## Producción

### Selección de dirección y reparto
Mikel Rueda escribió el guion de El doble más quince mientras estaba rodando el cortometraje Caminan en 2016. Este corto está también  protagonizado por Maribel Verdú y Germán Alcarazu, dando vida a los mismos personajes de Ana y Eric. Rueda dirige su propia obra utilizando en el rodaje de El doble más quince de 2019 el reparto que previamente ya había realizado en Caminan.
La historia se centra únicamente en los dos protagonistas. La dirección estética les enfoca a ellos, siendo el tema central y evitando el contexto de la trama. Por ello no aparecen muchos actores en las escenas, contando únicamente con la participación de Mario Plágaro, quien caracteriza a un personaje sin nombre.

### Rodaje
El doble más quince empezó a dirigirse el 18 de junio de 2018 y finalizó el 15 de octubre de ese mismo año. Se llevó a cabo en la ciudad de Bilbao, provincia  vasca de Vizcaya. El rodaje de El doble más quince viene de la idea surgida del mismo director Mikel Rueda en su corto Caminan. Se produce en las calles de Bilbao donde, tanto el director como el actor principal se sienten en casa. La escena del hotel fue la más compleja de rodar para ambos actores. En ella deben mantener relaciones sexuales siendo uno de ellos menor de edad. De manera que es una escena intimidante para ellos, ya que Germán Alcarazu nunca había hecho una cosa igual y Maribel Verdú, pese a que es una actriz ya experimentada, llevaba años sin realizar desnudos. Los dos actores narran que fue un proceso cuidado, delicado y tranquilo para que ellos se sintieran cómodos. Cuando el director les dijo que se tenían que quitar la ropa interior se la quitaron sin pensarlo.

### Fotografía
La dirección de fotografía,llevada a cabo por Kenneth Oribe  Alzíbar, actúa como un recurso narrativo más de la película. Se experimenta con los contrastes de los colores para jugar con la explosión de sentimientos de la película. Se exteriorizan los sentimientos de los protagonistas mediante los planos y la iluminación. Ellos se sienten que no encajan en el ambiente en el que está viviendo y esto se materializa en el empleo de recursos estéticos que dificultan la visión del entorno. De esta forma atrae el foco narrativo en los dos protagonistas, dejando a un lado el contexto en el que están viviendo. Todo este contexto narrativo pierde significado cuando aparece desenfocado, sin apenas profundidad de campo y con el círculo de nitidez centrado en Ana y Eric. Las demás personas no importan, no se les da tanta importancia para sacarles en plano.

## Lanzamiento

### Calificación por edades
- 27 de noviembre de 2019: El Ministerio de Cultura de España califica El doble más quince como una película no recomendada para menores de dieciséis años.
- 21 de enero de 2020: El Ministerio de Cultura de España califica el tráiler de El doble más quince con duración de 1 minutos y 44 segundos como no recomendado para menores de doce años.
- 10 de febrero de 2020 el Ministerio de Cultura de España califica el tráiler de El doble más quince con duración de 58 segundos como no recomendado para menores de 7 años.[11]

### Estreno
Mikel Rueda presentó junto a Maribel Verdú y Germán Alcarazu la película El doble más quince en el 22.º Festival de Málaga, durante marzo de 2019. La película se proyectó, además, dentro de la sección Zinemira del 67.º Festival de Cine de San Sebastián, durante los días 24 y 25 de septiembre de 2019. Pero El doble más quince no  llegó al gran público general hasta el 28 de febrero de 2020 en los cines, distribuido por Filmax y Castelao Pictures.

## Recepción

### Comercial
La película El doble más quince tuvo una acogida de 5.471 espectador y recaudó 33.127,07€ según el Ministerio de Cultura y Deporte. Esta baja recaudación y acogida han podido ser afectadas por la situación de excepción sanitaria mundial vivida por la crisis del coronavirus. La película se estrenó en cines el  28 de febrero de 2020, pero dos semanas más tarde, el 13 de marzo, la Comunidad de Madrid  decretó el cierre de todos los establecimientos de ocio debido a la expansión del coronavirus. Además, las salas de cine de las cadenas Yelmo, Cinesa y Golem cerraron en todo el territorio español. El 11 de marzo de 2020 la OMS declaraba la COVID-19 como pandemia mundial. Por ello, y ante la rápida expansión del brote, el Gobierno de España decretó el 14 de marzo el Estado de Alarma para frenar el avance del virus, provocando el cierre obligado de establecimientos de ocio, incluyendo todos los cines españoles.

### Crítica
La revista Fotogramas calificó El doble más quince como una película sobre los sueños y las expectativas. Utilizando el diálogo y los silencios para construir la unidad de acción. La película, según Fotogramas, trabaja de manera delicada cada escena y no se avergüenza de mostrar la sensibilidad. De esta manera, El doble más quince regala a Maribel Verdú uno de sus papeles más destacables de su trayectoria.
Cinema Gavia considera que El doble más quince tiene “una premisa interesante, pero una mala ejecución”. Se trata de una película dramática que acaba haciendo reír al espectador por el desarrollo de la trama. También destacan que la “verosimilitud brilla por su ausencia” lo que hace difícil empatizar con los personajes.
Según el periódico El País, la película desarrolla estupendamente la trama de la protagonista. Pero su crítica se centra en la historia de Eric, que atasca el núcleo central de la historia y le quita dinamismo. El clímax sería la parte donde se recupera y deja un mejor sabor de boca. El diario resalta la forma en que Mikel Rueda se adentra en el cansancio vital y en el encuentro de los estímulos, dejando el sexo en un segundo plano.

## Premios y nominaciones
Festivales en los que ha participado, de los cuales ganó el premio de Largometraje de la Sección oficial del Festival de Málaga de 2019:
| Festival                                           | Año  | Sección                                 |
| -------------------------------------------------- | ---- | --------------------------------------- |
| Festival de Málaga. Cine en Español                | 2019 | Largometraje sección oficial a concurso |
| Festival de San Sebastián                          | 2019 | Zinemira                                |
| Seminci-Semana Internacional de Cine de Valladolid | 2019 | Spanish Cinema Largometraje             |